# Protoptila erotica
Protoptila erotica är en nattsländeart som beskrevs av Ross 1938. Protoptila erotica ingår i släktet Protoptila och familjen stenhusnattsländor. Inga underarter finns listade i Catalogue of Life.